# Anthonie de Roo
Anthonie de Roo (Vrouwenpolder, 8 januari 1898 - Kampen, 9 januari 1990) was een Nederlandse politicus. Hij was voor de Tweede Wereldoorlog lid van de liberale Vrijheidsbond. Na de Tweede Wereldoorlog was hij lid van de VVD. Na de bevrijding van Goes was hij enige tijd waarnemend burgemeester van deze plaats.
De Roo werd in 1898 in Vrouwenpolder geboren als zoon van de wagenmaker Cornelis de Roo en Lena Anna Verjaal. In 1922 startte hij een bedrijf voor boekhouden en fiscale aangelegenheden in de Zeeuwse plaats Goes. In deze plaats werd hij ook politiek actief voor de Vrijheidsbond. Hij werd gekozen tot wethouder. Tijdens de Tweede Wereldoorlog werd hij vanwege zijn afwijzing van het nationaalsocialistische gedachtegoed in 1942 ontslagen als wethouder. Hij ging in het verzet. Bij de bevrijding van Goes was hij districtscommandant van de Ordedienst. Hij fungeerde met instemming van het toenmalige Militair Gezag tot september 1945 als waarnemend burgemeester van Goes. Hij werd opgevolgd als waarnemend burgemeester door W. C. Sandberg tot Essenburg. Hoewel hij door de VVD niet op een verkiesbare plaats was gezet werd hij daarna met voorkeurstemmen gekozen tot gemeenteraadslid van Goes. De Roo zou deze functie tot 1953 vervullen. Hij overleed op 92-jarige leeftijd in Kampen en werd begraven op de algemene begraafplaats van Goes.

## Familie
De Roo was gehuwd met Eva Maria van der Peijl. Hun dochter Maria Lena de Roo trouwde met de schrijver Jan Wolkers en stond model voor de figuur van Sonja in diens roman Een roos van vlees uit 1963.

## Interview
Een uitgebreid interview met de Roo over zijn rol in de Tweede Wereldoorlog verscheen in de Provinciale Zeeuwse Courant d.d. 27 oktober 1979.